# Daniel Weimer
Daniel Weimer (ur. 9 kwietnia 1958 w Nowym Sączu, zm. 1 września 2017) – polski dziennikarz i publicysta, związany z Nowym Sączem.

## Życiorys
Był absolwentem I Liceum Ogólnokształcącego im. Jana Długosza w Nowym Sączu (1976) oraz filologii polskiej na Uniwersytecie Jagiellońskim w Krakowie (1980). W latach 1980–1991 pracował w „Głosie ZNTK”. Następnie publikował w „Głosie Sądeckim” (1991–1992), „Dzienniku Polskim” (do 2015), a ostatnio w nowosądeckim wydaniu „Gazety Krakowskiej”. W przeszłości pełnił również funkcję kierownika Sądeckiej Oficyny Wydawniczej Wojewódzkiego Ośrodka Kultury. Zajmował się tematyką sportową, w szczególności związaną z zawodnikami Sandecji Nowy Sącz (był spikerem na meczach piłkarskich klubu). Za swe zasługi w dziennikarstwie sportowym otrzymał w lutym 2016 roku nagrodę specjalną podczas gali finałowej Plebiscytu „Gazety Krakowskiej” na Najpopularniejszego Sportowca Sądecczyzny, Ziemi Limanowskiej i Gorlickiej.
Został pochowany na nowosądeckim cmentarzu komunalnym przy ul. Rejtana.

## Publikacje
- Sandecja. Minęło 90 lat… (2001, wraz z Jerzym Leśnikiem)
- A - jak Augustynek, Ż - jak Żabecki: leksykon piłkarzy sądeckich (2005)
- KS Dunajec. 60 lat minęło (2005)
- Złota Księga Sandecji 1910-2010 (2010)